# 青い花 (小説)
『青い花』（あおいはな）は、ノヴァーリスの未完の小説。原題は『ハインリヒ・フォン・オフターディンゲン』（Heinrich von Ofterdingen）。

## 概要
詩人ハインリヒが夢の中で見た青い花に恋い焦がれ、その面影を求めて各地を遍歴し、その途上で様々な人に会って成長していく様を多くの詩を織り込みつつ描いている。1800年に第一部が執筆され、その後第二部が書き進められていたが、作者の死によって中断された。ロマン派文学の代表作のひとつである。作者ノヴァーリスは、ゲーテの『ヴィルヘルム・マイスターの修業時代』が現実にばかり目を向けており十分に詩的でないことに不満を抱き、この作品を構想した。
主人公となっているハインリヒ・フォン・オフターディンゲン (de:Heinrich von Ofterdingen) は中世の詩人（実在は定かではない）であり、1206年にテューリンゲン方伯ヘルマン1世の居城ヴァルトブルク城でヴァルター・フォン・デア・フォーゲルヴァイデやヴォルフラム・フォン・エッシェンバッハらと歌合戦をして敗れ、斬首されそうになったところを公妃の願い出によって助けられたとされる。E.T.A.ホフマンの作品にもオフターディンゲンの伝承を題材にした短編『歌合戦』がある。

## 主な日本語訳
- 青い花（田中克己訳、第一書房、1936年）
- 青い花（小牧健夫訳、岩波文庫、1939年。角川文庫、1949年）
- ノヴァーリス全集1（斎藤久雄訳、牧神社、1977年）
- 青い花（登張正実訳、世界文学全集20 講談社、1977年）
- ノヴァーリス「ドイツ・ロマン派全集2」（薗田宗人訳、国書刊行会、1983年）
- 青い花（青山隆夫訳、岩波文庫、1989年）
- ノヴァーリス全集3（青木誠之・池田信雄・大友進・藤田総平訳、沖積舎、2001年）
- ノヴァーリス作品集2（今泉文子訳、ちくま文庫、2006年）